# Los Angeles (fiume)
Il Los Angeles (in inglese Los Angeles River o L.A. River) è un fiume che nasce nella San Fernando Valley sulle Simi Hills e sulle Santa Susana Mountains e scorre attraverso la contea di Los Angeles partendo da Canoga Park per sfociare a Long Beach.

## Il fiume
Vari affluenti che si uniscono al fiume causarono in passato delle inondazioni. Per questo motivo oggi il fiume scorre in un ampio canale di cemento dal percorso perfettamente rettilineo. Tuttavia diversi gruppi di ambientalisti si battono affinché il canale di cemento venga tolto, ripristinando in questo modo la vegetazione naturale. Sono stati anche avanzati dei progetti per la costruzione di parchi lungo il fiume.
Prima dell'apertura dell'acquedotto di Los Angeles, era inoltre la fonte principale di acqua dolce per la città con il nome di Zanja Madre.
Essendo asciutto per la maggior parte dell'anno, il letto del fiume viene spesso utilizzato per riprese cinematografiche, specialmente per scene di azione. Un elenco parziale di film comprende:
- Assalto alla Terra (1954)
- Senza un attimo di tregua (1967)
- Cleopatra Jones: Licenza di uccidere (1973)
- Baby Killer (1974)
- Chinatown (1974)
- La corsa più pazza del mondo (1976)
- Grease (1978)
- Tuono blu (1983)
- Le avventure di Buckaroo Banzai nella quarta dimensione (1984)
- Vivere e morire a Los Angeles (1985)
- Repo Man - Il recuperatore (1984)
- Fuori in 60 secondi (1991)
- Pazzi a Beverly Hills (1991)
- Point Break - Punto di rottura (1991)
- Terminator 2 - Il giorno del giudizio (1991)
- Last Action Hero - L'ultimo grande eroe (1993)
- Patto di sangue (1993)
- The crow city of angels (1996)
- The Core (2003)
- The Italian Job (2003)
- Transformers (2007)
- Drive (2011)
- In Time (2011)